# Belle Knox
Belle Knox (* 9. června 1995), rodným jménem Miriam Weeks, je americká pornoherečka.
Je známá tím, že její identitu pornoherečky, kterou byla, aby mohla platit školné, odhalil její spolužák na Dukeově univerzitě. Následovala i její přímá konfrontace s touto situací, především na začátku roku 2014.